# Genua psalter

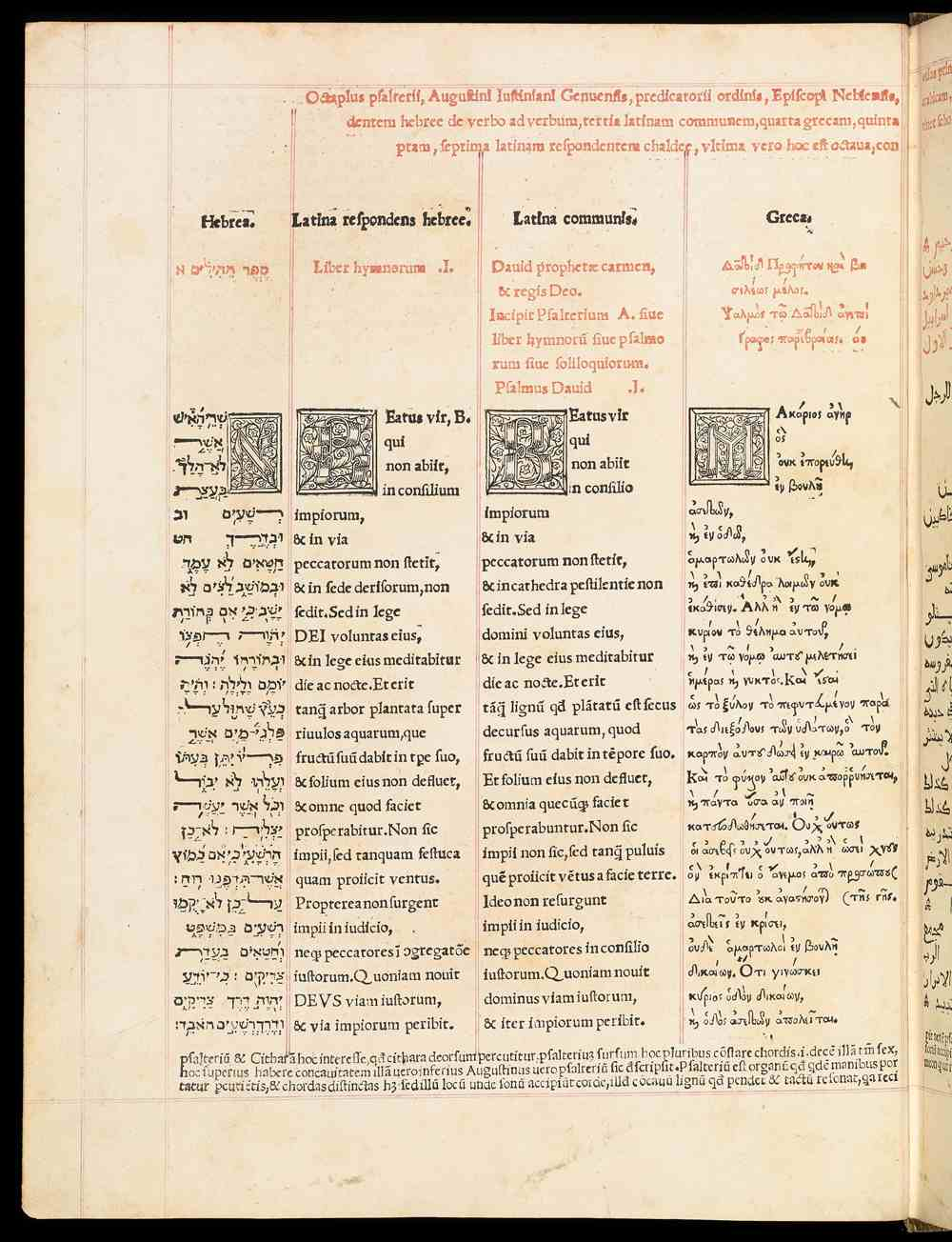
Een pagina uit het Genua psalter

Het Genua Psalter, ook wel het Octaplum of Quadruplex Psalter, is een polyglotvertaling van het psalter, de 150 psalmen uit het Oude Testament. De leidende auteur van het boek was Agostino Giustiniani, de bisschop van Nebbio op het eiland Corsica. Giustiniani was vooral geïnteresseerd in geografie en linguïstiek. Hij studeerde Grieks, Aramees, Arabisch en Hebreeuws bij Giovanni Pico della Mirandola. 
In 1514 begon hij met de voorbereidingen voor het uiteindelijk kunnen uitbrengen van een volledige polyglotbijbel. Het uitbrengen van een meertalig psalter zag hij daarbij als een eerste stap. Giustiniani financierde zelf ook alle kosten voor het realiseren daarvan. Het psalter kwam in 1516 in Genua uit. De psalmen staan in het boek afgedrukt in acht kolommen - vier per pagina - in het Hebreeuws, een Latijnse vertaling daarvan, het Latijn van de Vulgaat, het Oudgrieks van de Septuagint, het Arabisch, het Aramees, een Latijnse vertaling daarvan en een kolom voor scholia.  
In ieder psalter is psalm 19 opgenomen. Bij de aantekening van deze psalm in dit psalter staat de eerste gedrukte biografische informatie over Christoffel Columbus  alsmede over zijn tweede reis. Giustiniani was van oordeel dat het in psalm 19 verwoorde "Over heel de aarde gaat hun stem, tot aan het eind van de wereld hun taal" een Bijbelse profetie van deze reis was. 
De belangstelling voor het psalter was teleurstellend. Daarnaast maakte Ferdinand, de zoon van Columbus, ernstige bezwaren tegen deze interpretatie van de reis bij de Senaat van Genua. De Senaat gaf het bevel alle nog niet verkochte exemplaren van het psalter te vernietigen. Een aantal is echter   desondanks bewaard gebleven. Mede door deze ontwikkeling was het psalter geen financieel succes en Giustiniani gaf het plan voor een volledige polyglotbijbel dan ook op.  